# Couronne des Pays-Bas
La couronne royale des Pays-Bas, ou couronne de Guillaume II des Pays-Bas, est une couronne utilisée par les souverains des Pays-Bas. Commandée par le roi Guillaume II en 1840, elle est toujours utilisée aujourd'hui lors des cérémonies d'investitures des rois des Pays-Bas où elle n'est pas portée, mais posée sur un coussin.

## Histoire
Après l'évacuation des Pays-Bas par les troupes napoléoniennes en 1813, un gouvernement provisoire décide d'offrir le pouvoir à Guillaume Frédéric d'Orange-Nassau, fils du dernier stathouder Guillaume V. Après un premier refus, il décide finalement d'accepter en échange de pouvoirs constitutionnels étendus. Après le Congrès de Vienne et lors d'une cérémonie d'investiture à Bruxelles (le royaume des Pays-Bas de 1815 incluait aussi la Belgique), Guillaume est proclamé roi des Pays-Bas.

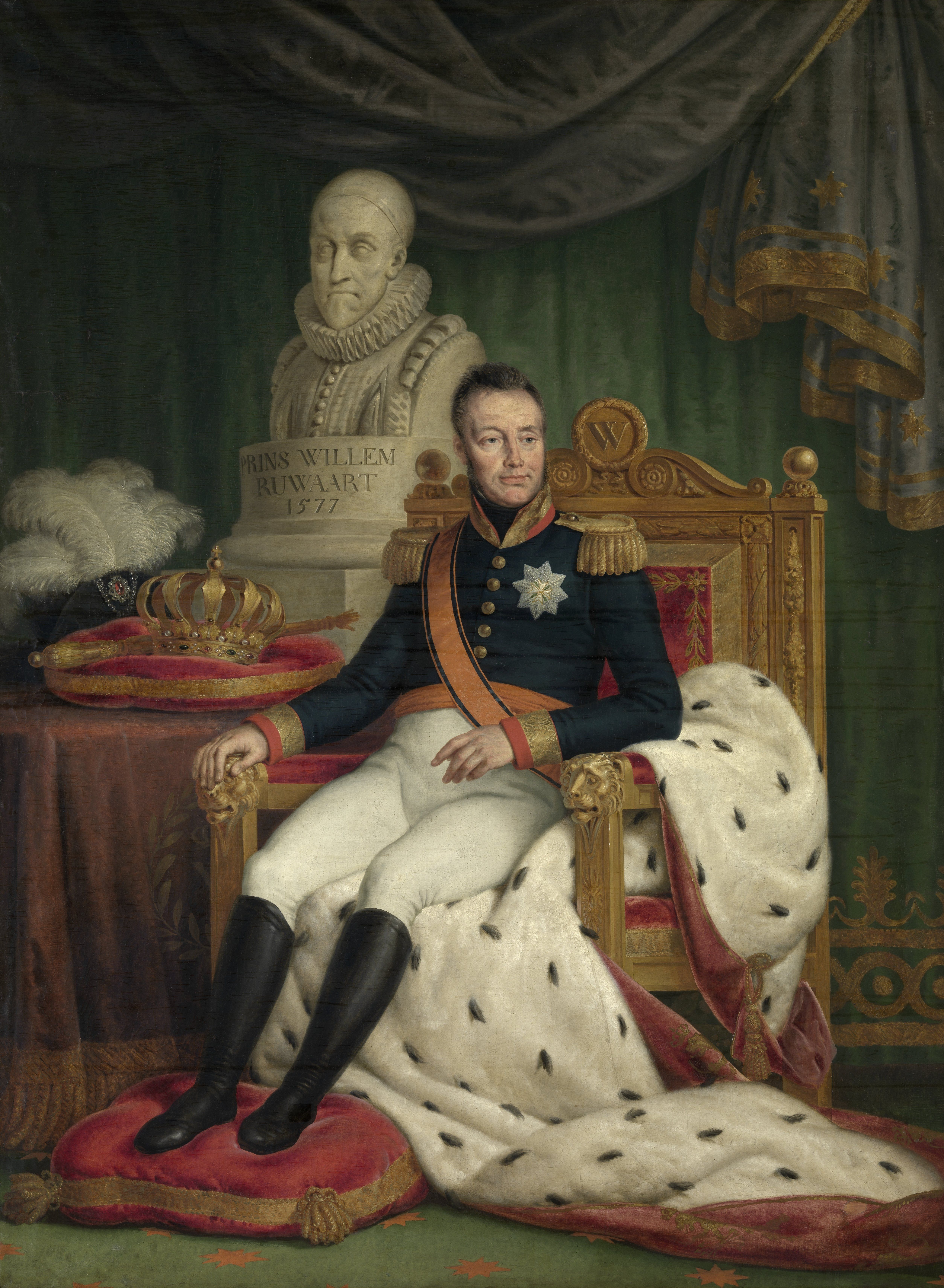
Portait de Guillaume Ier, par Mathieu-Ignace Van Brée. La couronne a gauche est celle utilisée lors de son investiture en 1815.

Lors de la cérémonie, une couronne est bien présente, mais plusieurs indices suggèrent qu'il s'agit de l'ancienne couronne funéraire des stathouder du XVIIIe siècle. La couronne reste posée sur un coussin et n'est pas ceinte par Guillaume, notamment à cause du problème religieux entre les deux parties du nouvel État (les néerlandais étant majoritairement protestant et les futurs belges majoritairement catholiques, qui devrait poser la couronne sur la tête du souverain ?). Faite d'une structure massive en cuivre et de fausses pierres précieuses, la couronne existe toujours aujourd'hui. 
Le 24 août 1815, il est décidé de créer de nouvelles armoiries pour accompagner la formation du nouvel État. Ainsi et à partir de ce moment, la couronne réelle et la couronne héraldique ne se ressembleront plus. La couronne héraldique peut être décrite comme « un anneau d'or serti de joyaux et garnis de fleurons et de perles, duquel s'élèvent 8 arches décorées de perles et surmontée d'une orbe crucigère. La couronne n'est pas doublée de velours ».
En 1840, lors de l'accession au trône pour Guillaume II, une nouvelle couronne est commandée à la firme Bonebakker, une société de joailler d'Amsterdam et sera terminée en un mois et demi. Durant la cérémonie d'investiture, la couronne a été portée sur un coussin à côté de la Constitution, du sceptre, de l'orbe, de l'épée et de la bannière d'État. Aucun monarque néerlandais n'a jamais porté la couronne sur sa tête, mais elle est toujours présente lors de chaque cérémonie d'investiture ainsi que pour certaines cérémonies exceptionnelles (des funérailles royales en 1934 et une exposition en 1990). Depuis 1963, elle n'est plus une propriété privée du souverain et appartient à l'État des Pays-Bas.

## Description

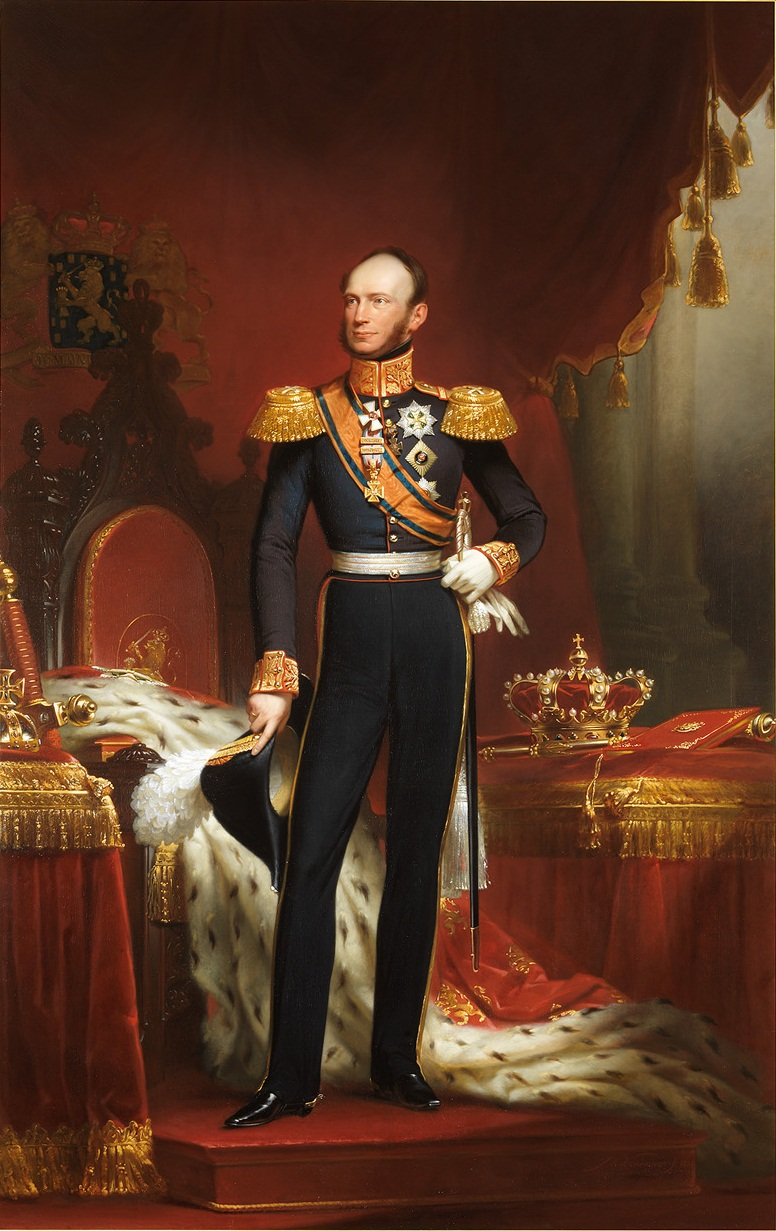
Portrait de Guillaume II par Jan Adam Kruseman (1842). La couronne des Pays-Bas est bien visible sur le coussin à droite.

La couronne des Pays-Bas ne diffère pas énormément des modèles classiques de couronne européennes. D'une hauteur de 23,5 centimètres pour 31 centimètres de diamètre, elle est composée d'une base dentée sertie de joyaux. Les pics sont décorés en alternance de perles ou de feuilles de vigne, derrière lesquelles s'élancent huit arches ornées de perles et fermant la couronne. Au sommet, une orbe crucière représente la domination territoriale. La couronne est de plus doublée d'un revêtement en soie et en velours rouge. Pour l'investiture de la reine Wihlelmine, 24 des 74 perles seront retirées mais la couronne n'a plus été modifiée depuis.
Au vu de la situation financière de la maison royale en 1840, il fut décidé de ne pas utiliser de matériaux précieux pour réaliser la couronne. Ainsi toute la structure n'est pas en or, mais seulement en vermeil doré, de même que les joyaux ne sont en réalité que du verre teinté. Les perles elles-mêmes ne sont pas réelles et sont faites à partir d'écailles de poisson. La couronne n'aura ainsi coûté que 1470 florins.